# Adam Ferens
Adam Ferens (ur. 20 listopada 1888 w Krakowie, zm. 8 stycznia 1975 tamże) – polski nauczyciel, krajoznawca, taternik, działacz Polskiego Towarzystwa Tatrzańskiego (PTT).

## Studia i praca zawodowa
Ukończył historię i geografię na Uniwersytecie Jagiellońskim, pierwszą pracę podjął w Archiwum Akt Dawnych w Krakowie. Podczas I wojny światowej walczył w Legionach Polskich pod dowództwem Mariusza Zaruskiego. Od 1918 związany z Łodzią, pracował jako nauczyciel w Gimnazjum Zgromadzenia Kupców, Gimnazjum im. Mikołaja Kopernika i w gimnazjach prywatnych. Od 1931 wizytator szkół w Poznaniu i na Śląsku. Podczas hitlerowskiej okupacji był zaangażowany w tajnym nauczaniu w Częstochowie. Od 1945 do 1947 był nauczycielem, a od 1947 do 1960 dyrektorem Liceum Ogólnokształcącego w Kamienicy Polskiej pod Częstochową. W 1960 przeszedł na emeryturę.

## Działalność krajoznawcza, taternicka oraz organizacyjna
Członkiem Towarzystwa Tatrzańskiego został w 1910. Uprawiał narciarstwo wysokogórskie i taternictwo (wspinał się m.in. z Mieczysławem Świerzem; dokonał zimowego wejścia na nartach od południa na Rysy). W roku 1922 zdobył Wyżnią Lodową Przełęcz z Doliny Czarnej Jaworowej oraz pokonał północną ścianę Świstowego Szczytu. W 1923 wytyczył nową drogę na północno-wschodniej ścianie Mięguszowieckiego Szczytu Pośredniego (z Hugonem Grossmanem), a w 1927 przeszedł jako pierwszy południowe żebro Wołowej Turni (razem z Januszem Chmielowskim).
W 1921 był współzałożycielem Łódzkiego Oddziału PTT. W latach 1921–1932 (nawet po wyjeździe z Łodzi w 1931) był członkiem zarządu Łódzkiego Oddziału PTT, do 1927 pełnił funkcję Sekretarza Zarządu. W 1926 utworzona została Sekcja Narciarska przy Oddziale PTT i był jej przewodniczącym. Łódzka sekcja została wyróżniona za szkolenia i organizację turystyki narciarskiej, co wówczas było nowością, oraz za odczyty i pokazy filmowe (organizowane przez Łódź i Warszawę), które wkrótce znalazły naśladowców w innych oddziałach. Był członkiem zawiązanego w Oddziale PTT Koła Taterników Łodzian. Wygłaszał odczyty krajoznawcze i mówił o swoich doświadczeniach taternickich i w narciarstwie wysokogórskim. Z jego inicjatywy Łódzki Oddział PTT objął patronatem schronisko na Turbaczu. Organizował przede wszystkim dla młodzieży szkolnej obozy – piesze i narciarskie.
Po II wojnie światowej funkcji organizacyjnych w PTT i PTTK nie pełnił. Dla młodzieży LO w Kamienicy organizował i do 1960 prowadził obozy piesze, rowerowe i narciarskie. Projektował namioty i inny sprzęt, który uczniowie sami wykonywali.

## Miejsce spoczynku
Zmarł 9 stycznia 1975 w Krakowie, spoczywa na cmentarzu w Kamienicy Polskiej.